# Rohini (nakszatra)
Rohini (dewanagari रोहिणी) – nakszatra, rezydencja księżycowa; w astrologii dźjotisz odpowiednik dla gwiazdy Aldebaran.

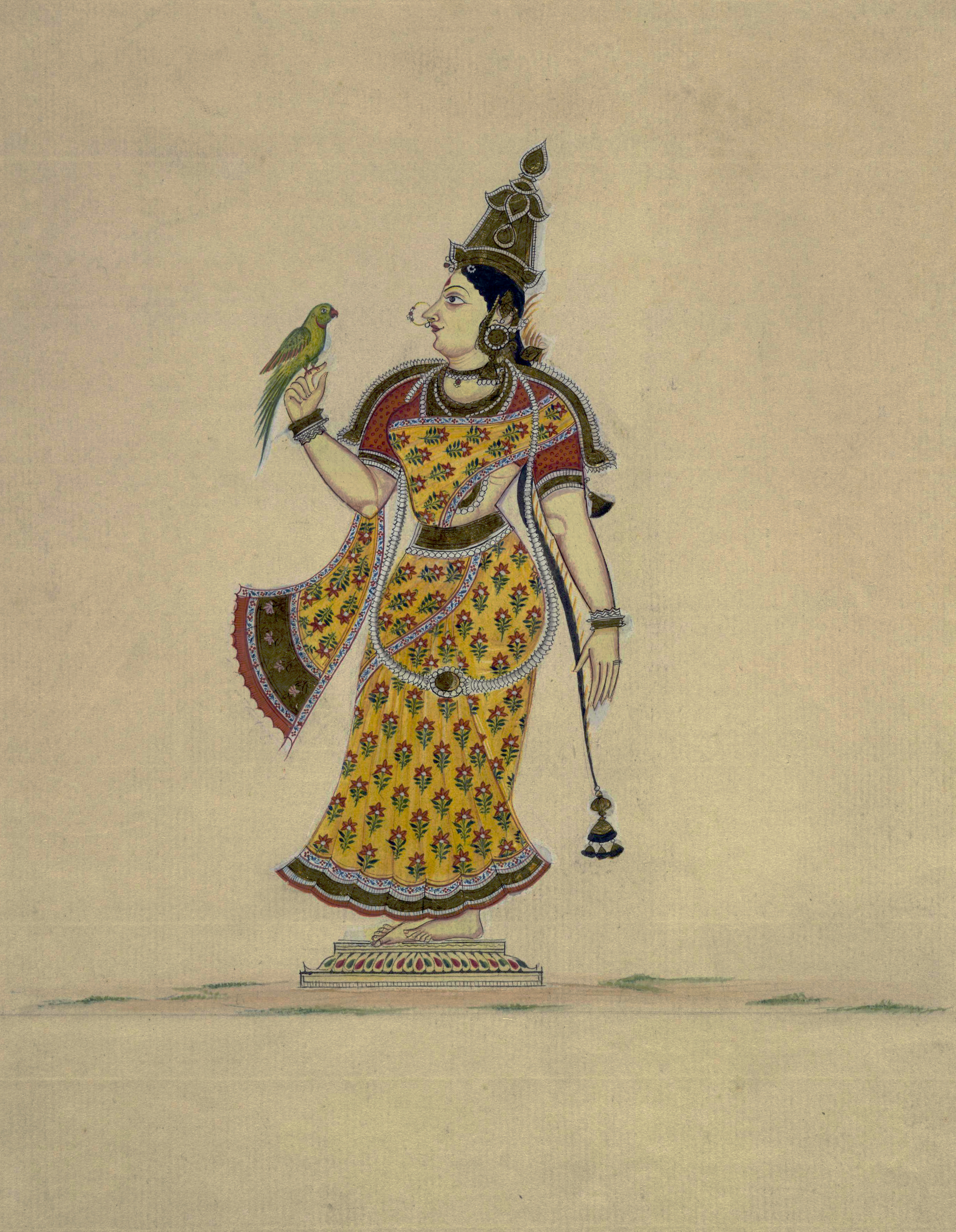
Minakszi z Maduraju

Rohini to córka Kryttik (bogiń Plejad) w podaniach poezji tamilskiej i niebiańska manifestacja bogini Karpiookiej, której poświęcona jest świątynia Minakszi w Maduraju.
Rohini w Wedach przedstawiana jest jako łono, w którym Pradźapati złożył nasienie, aby powstał Agni. Jest ona przedstawiana jako źródło pięciu ogni ofiarnych.